# Nicolás del Campo
Nicolás del Campo nacido como Nicolás Felipe Cristóbal del Campo Rodríguez de las Varillas de Salamanca y Solís (Sevilla, 12 de marzo de 1725-Madrid, 17 de febrero de 1803) era un noble español que heredó el título de marqués de Loreto y fue el segundo titular, además de ser un militar, ilustrado, coleccionista y numismático que ejerció el cargo de tercer virrey del Río de la Plata desde 1784 hasta 1789. Su cargo como virrey y su título nobiliario hicieron que se lo conozca coloquialmente como el "Virrey Loreto".

## Biografía
Bautizado el 12 de marzo de 1725 en la Iglesia de San Nicolás de Bari en Sevilla,  
Nicolás del Campo y Rodríguez de Salamanca nació en el seno de una familia noble y culta de origen flamenco.  Su padre, Nicolás Ignacio del Campo y la Cuesta, el primer marqués de Loreto, era hijo de Jacobo Van de Velde Mesters, un comerciante, natural de Brujas– que castellanizó su nombre a Diego del Campo y Maestre, y su segunda esposa, Bernarda Laureana de la Cuesta y Saavedra. Su padre se había casado el 12 de mayo de 1721 con Josefa Arcadia Rodríguez de Salamanca (o de las Varillas) y Solís, probablemente su sobrina, hija de Pedro Rodríguez de Salamanca Solís y de Florencia García de Olaya y Vivanco.
Nicolás del Campo fue el primer varón y tercer hijo de los nueve hermanos nacidos del matrimonio de sus padres de los cuales guardó especial relación con Pedro José, que fue canónigo racionero de la catedral de Sevilla, así como con Benito, veinticuatro, procurador mayor de la ciudad y caballero maestrante.
Como vecinos de la feligresía de San Nicolás de Bari, la familia Del Campo costeó en buena parte las obras de reconstrucción de la parroquia que culminaron en 1758. También eran patronos de su capilla mayor, en cuyo retablo permanece todavía el escudo del linaje y el panteón familiar.

## Trayectoria antes del cargo
El II marqués de Loreto fue un ilustrado, como demuestra el hecho de haber formado parte de los fundadores, junto con su hermano Benito del Campo y otros caballeros sevillanos, de la Real Sociedad Económica Sevillana de Amigos del País en 1796. Era un entusiasta coleccionista de libros raros, pinturas, figuras de yeso y monedas antiguas.
Hizo carrera militar, teniendo los empleos de coronel del regimiento de milicias provinciales de Sevilla y brigadier de los Reales Ejércitos. Participó en la invasión del norte de  Portugal de 1761 en el marco de la guerra de los siete años y fue hecho prisionero por los portugueses el 27 de agosto de 1762.
En agosto de 1763 obtuvo el grado de coronel del ejército y el 10 de junio de 1779 ascendió a brigadier de Infantería. En 1782 participó en la expedición de Menorca cuando comenzó la guerra con Inglaterra y en ese mismo año estuvo en el sitio de Gibraltar.

## Virrey del Río de la Plata

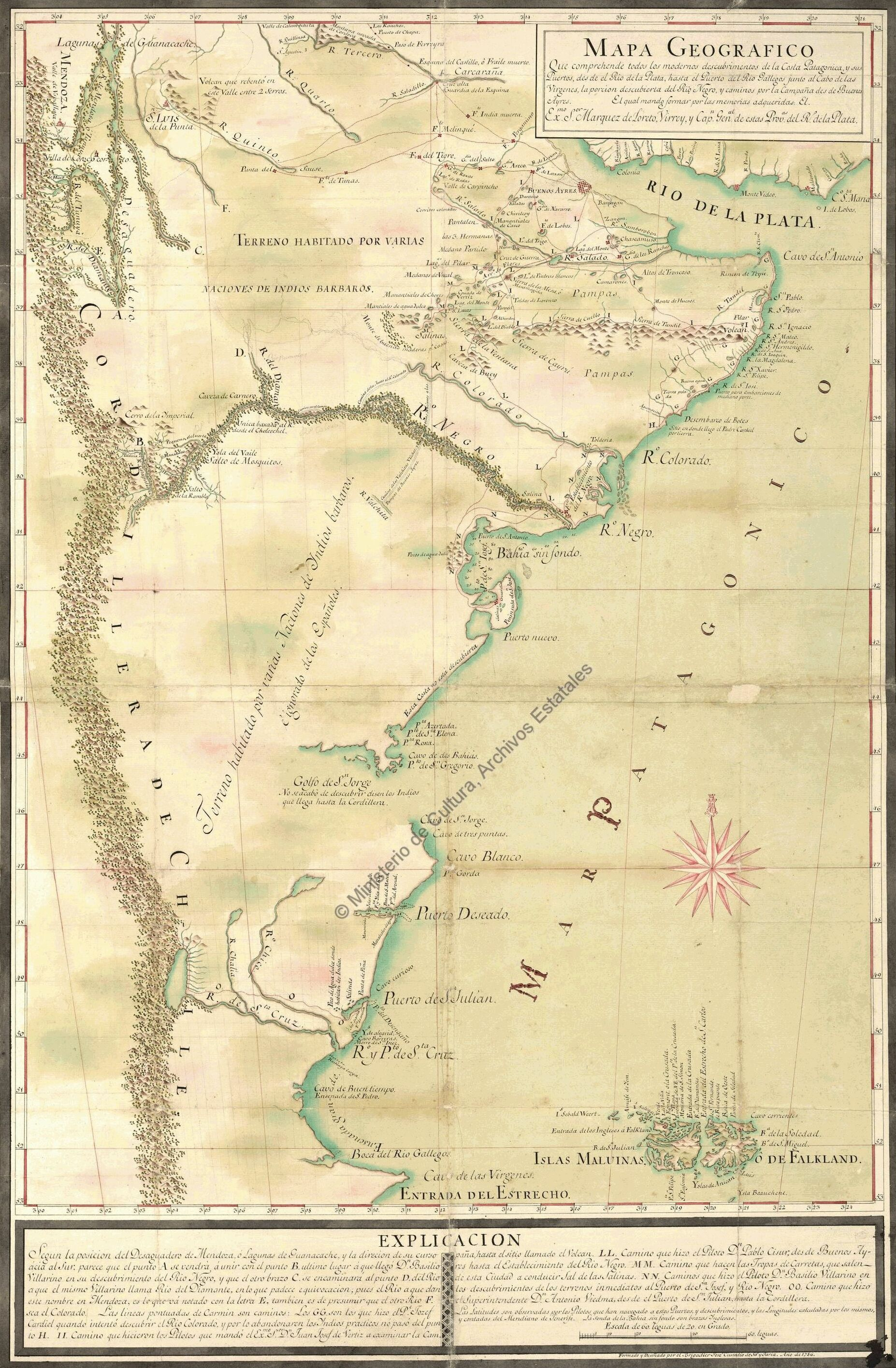
Mapa de las costas patagónicas de Custodio Sá de Faria entregado a Nicolás del Campo de 1786.

Por real provisión de Carlos III de 13 de agosto de 1783 Nicolás del Campo y Rodríguez de Salamanca fue nombrado virrey del Río de la Plata, cargo en el que tomó posesión en Buenos Aires el 7 de marzo de 1784.
Como era pelirrojo los vecinos de la capital virreinal lo apodaron «Bicho Colorado». A diferencia de la mayoría de los anteriores virreyes, no había tenido experiencia política alguna en Hispanoamérica antes de llegar a Buenos Aires. Demostró ser un administrador honrado y capaz para ejercer el virreinato, cuya importancia crecía vertiginosamente.
Durante su virreinato se continuaron los trabajos de los comisarios enviados para la demarcación de los límites entre los dominios de España y Portugal en América del Sur acordados en el Tratado de San Ildefonso de 1777.
El 8 de agosto de 1785 estableció la Real Audiencia de Buenos Aires, que había sido creada en 1783 por su predecesor; tuvo que hacer frente al establecimiento de la Real Ordenanza de Intendencias en el Río de la Plata —instituyendo ocho de ellas y creando la Intendencia de Puno, incorporada al Virreinato del Perú en 1796— prosiguió el arreglo de las calles, haciendo el empedrado de algunas y al nuevo sistema de relaciones entre los intendentes y el virrey, con sus facultades y prerrogativas tradicionales.

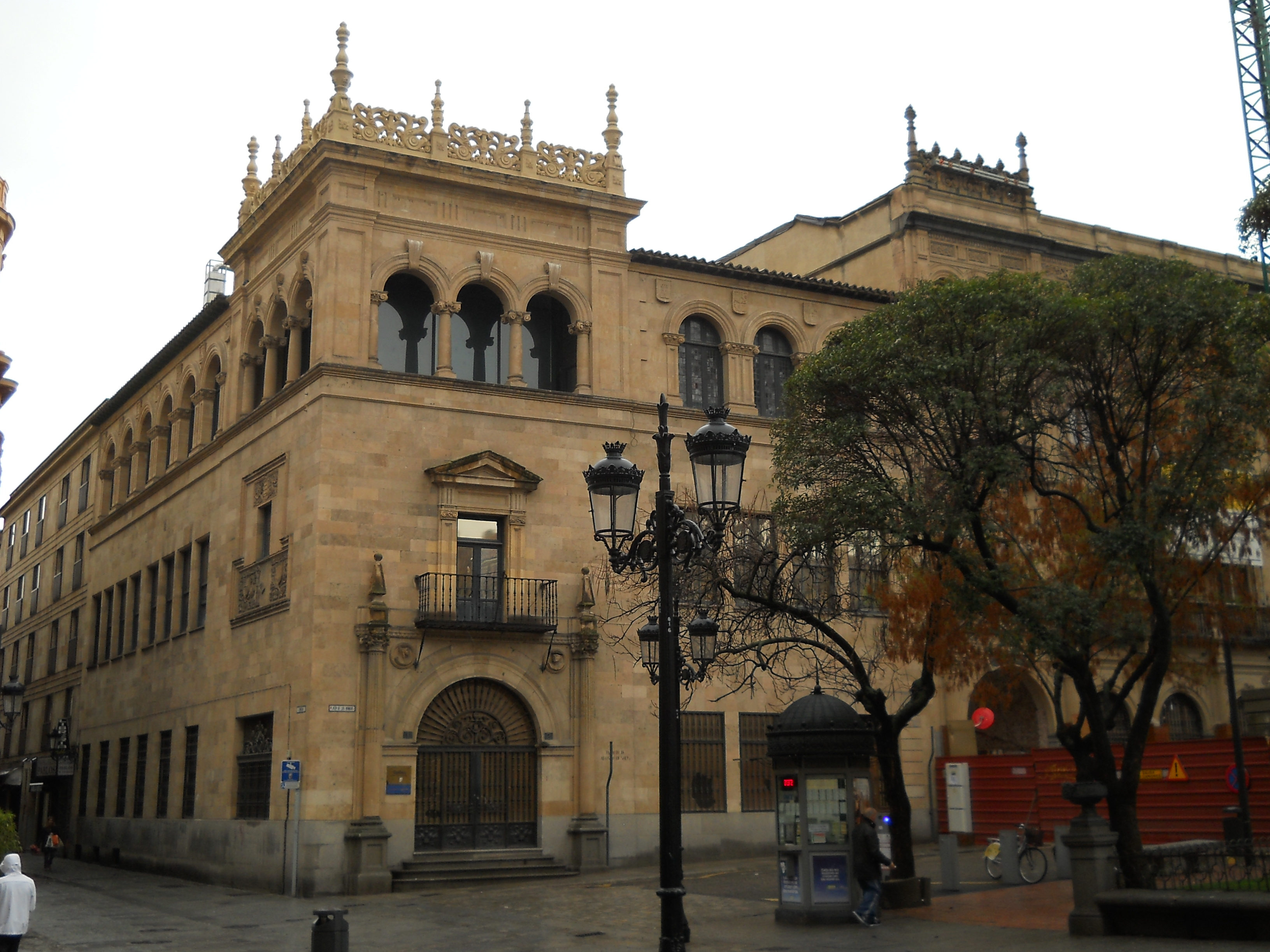
Palacio de la familia Solís, de Salamanca. Este lugar tiene una gran importancia histórica porque fue el sitio donde el entonces príncipe Felipe II contrajo matrimonio con María Manuela de Portugal.

Aplicó sus ideas ilustradas en la política económica virreinal. Influenciado por la fisiocracia fomentó la economía en todos sus niveles, tratando de promover la ganadería y la agricultura, estimulando el cultivo del trigo y la instalación de silos para conservar las cosechas.
No descuidó la industria ganadera, buscando nuevas fuentes de sal de buena calidad y bajo costo para facilitar el funcionamiento de los saladeros de carne vacuna (introducidos una década antes). Ello lo logró a través de dos objetivos: introdujo una nueva política de coexistencia pacífica y un comercio provechoso con los indios lo que le permitió enviar una expedición a las Salinas Grandes a fin de traer el mineral que necesitaba la provincia.
Mejoró las instalaciones del puerto de Buenos Aires y luchó contra el contrabando.

## Regreso a España
En 1789 el virrey marqués de Loreto fue reemplazado por el virrey Arredondo, volviendo a su Sevilla natal con el grado militar de mariscal de campo. Soltero y ya anciano, se fue a vivir junto a su hermano Benito del Campo, habitando junto a él y a su esposa la hija de los marqueses de Tablantes en el palacete que el matrimonio había edificado en la calle de San José n.º 13. Esta casa palaciega, cuya fachada preside el escudo del marqués de Loreto, todavía se conserva gracias a que fue rehabilitada a finales del siglo XX como una de las sedes de la Consejería de Cultura de la Junta de Andalucía.
Años después de su regreso a Sevilla, Nicolás del Campo fue nombrado Gentilhombre de Cámara de Su Majestad, con entrada, lo que le facultaba para pertenecer a los círculos cortesanos más inmediatos al rey Carlos IV de España. Por ello se trasladó a Madrid donde vivió en la carrera de San Jerónimo donde murió el 17 de febrero de 1803 a la edad de 79 años.  Fue sepultado en la cripta del altar mayor de la parroquia de San Sebastián.

## Errores comunes en su biografía
Numerosas fuentes cometen frecuentes errores e inexactitudes a la hora de nombrar al virrey Loreto. En primer lugar, su nombre de pila fue Nicolás Felipe Cristóbal y no Nicolás Francisco Cristóbal.
Por otra parte, su segundo apellido suele aparecer frecuentemente como «Rodríguez de las Varillas» en lugar de «Rodríguez de Salamanca», debido a que ambos apellidos se utilizaban en la época indistintamente ya que hacen referencia al mismo linaje. De hecho, los dos poseen el mismo escudo de armas con cuatro barras o varillas rojas sobre fondo dorado, rodeado el conjunto por una bordura azul con ocho cruces. Estas armas son las mismas que aparecen formando parte del escudo de la ciudad de Salamanca, ya que son las atribuidas al conde don Vela, juez de Castilla y repoblador de la ciudad, así como a sus descendientes, los Rodríguez de las Varillas, que habitaron durante siglos en Salamanca. También aparecen estas armas en el escudo que adoptó Hernán Cortés, ya que pertenecía a la familia Monroy-Rodríguez de las Varillas establecida en Extremadura. En cualquier caso, tanto el virrey Nicolás del Campo como su madre y hermanos, usaron más frecuentemente como apellido la forma «Rodríguez de Salamanca» o incluso simplemente «Salamanca», si bien es verdad que en alguna ocasión aparezca apellidado como «Rodríguez de las Varillas de Salamanca».
Otro de los errores frecuentes en la historiografía sobre este personaje es el hacerle I marqués de Loreto, cuando realmente fue el II de este título. Fue su padre el que había recibido del rey Carlos III tal dignidad en 1766. El marquesado de Loreto hace referencia a la propiedad por parte de la familia de la antigua alquería de Loreto, conocida en época romana como Laurentum y en época andalusí como Lorit, en la localidad de Espartinas.